# Вовнопрядильна (станція метро)
47°58′39″ пн. ш. 33°28′51″ сх. д. / 47.9775° пн. ш. 33.4809° сх. д.
«ВПФ» або «Вовнопрядильна» — законсервована станція Криворізького метротраму.

## Опис
Станцію збудовано за спецпроєктом — ззовні видно пірамідальний принцип конструкції. З південного боку є 6 «пірамід» невеликої висоти, бічні межі яких знизу звужуються і перетворюються на 7 невеликих опор. З півночі розташована велика пірамідальна конструкція, під якою знаходиться кінець платформи і конструкції під каси і службові приміщення. Для переходу між платформами побудований підземний перехід. Довжина платформ 100 метрів. Станція збудована приблизно на 80% (у зв'язку з тим, що поруч із нею немає житлової забудови). Коли починалося будівництво третьої черги метро, вздовж лінії між станціями «Індустріальна» і «Вовнопрядильна» планувалося побудувати житловий масив «Індустріальний» ще більшим, але після розпаду СРСР ці плани скасовано, а власне Криворізька вовнопрядильна фабрика, яка мала забезпечувати стабільний пасажиропотік, була закрита у 2001 році, подальше будівництво станції законсервоване.